# Санди (Орегон)
Санди (енгл. Sandy) град је у америчкој савезној држави Орегон.

## Демографија
По попису из 2010. године број становника је 9.570, што је 4.185 (77,7%) становника више него 2000. године.
| Група             | 2000.         | 2010.         |
| Белци             | 4.961 (92,1%) | 8.139 (85,0%) |
| Афроамериканци    | 8 (0,1%)      | 40 (0,4%)     |
| Азијати           | 40 (0,7%)     | 118 (1,2%)    |
| Хиспаноамериканци | 220 (4,1%)    | 884 (9,2%)    |
| Укупно            | 5.385         | 9.570         |